# 赫尔穆特·维恩斯伯格
赫尔穆特·维恩斯伯格（Helmut Wirnsberger）生于施泰爾，是一名隶属于德国国防军第3山地师的狙击手，曾服役于苏德战争战场，曾64次狙杀對手。
他在奥地利完成狙击手训练后，温斯贝格于1942年9月被派往蘇德戰爭前線，曾使用毛瑟Kar98k步槍和G43步枪作战。
他在战斗中负伤后，被調往後方，負責訓練新的狙击手。